# Sobarocephala panamaensis
Sobarocephala panamaensis är en tvåvingeart som beskrevs av Soos 1965. Sobarocephala panamaensis ingår i släktet Sobarocephala och familjen träflugor.
Artens utbredningsområde är Panama. Inga underarter finns listade i Catalogue of Life.